# 부여읍
부여읍(扶餘邑)은 대한민국 충청남도 부여군의 군청 소재지이다.

동쪽으로는 초촌면과 석성면, 서쪽으로는 규암면, 남쪽으로는 장암면, 북쪽으로 공주시 탄천면과 접해있다.

## 개요
부여읍은 백마강의 회류부 좌안에 발달한 부소산(106ｍ)을 중심으로 강의 남북안에 넓은 평야가 펼쳐 있어 농산물의 산출량이 풍부한 곳이다. 성왕 16년(538년) 웅진에서 도읍을 옮겨온 백제의 정치, 군사, 문화, 경제의 중심지로 의자왕 20년(660년)에 이르러 멸망할 때까지 왕도로 번영한 곳이다. 관광지로는 범위가 좁고, 호남선이 이 곳을 피하여 개통되고, 수운 교통이 쇠퇴됨에 따라 발전을 보지 못하고 지방 시장으로의 명맥을 이을 뿐이었으나, 자동차 교통이 발달되고 홍삼제조공장이 생겨 다소 활기를 찾게 되었다. 관광객을 위한 관광기념품으로 목제품, 석제품, 죽제품 등의 다양한 장식품을 많이 제조하여 판매하는 상점이 많아 특산물적인 성격을 지니고 있다.

## 교육
- 송간초등학교 (가증리)
- 대왕초등학교 (가탑리)
- 부여초등학교 (쌍북리)
  - 부양분교 (폐교) - 동문로 222 (현북리)
- 궁남초등학교 (동남리)
- 백제초등학교 (동남리)
- 부여여자중학교 (쌍북리)
- 부여중학교 (동남리)
- 부여여자고등학교 (쌍북리)
- 부여고등학교 (가탑리)

## 주거
| 단지명        | 건설사     | 시행사       | 주소                        | 입주        | 비고 |
| ------------- | ---------- | ------------ | --------------------------- | ----------- | ---- |
| 부여쌍북 왕궁 | ㈜신성     | 대한주택공사 | 성왕로352번길 11 (쌍북리)   | 2000년 9월  |      |
| 홍선금동      | ㈜홍선건설 | ㈜홍선건설   | 성왕로328번길 18-7 (쌍북리) | 2001년 12월 |      |

## 법정리
- 동남리(東南里): 부여군청 및 행정복지센터 소재지.
- 가증리(佳增里)
- 가탑리(佳塔里)
- 관북리(官北里)
- 구아리(舊衙里)
- 구교리(舊校里)
- 군수리(軍守里)
- 능산리(陵山里)
- 백왕리(白旺里)
- 상금리(上錦里)
- 석목리(石木里)
- 송간리(松間里)
- 송곡리(松谷里)
- 신정리(新正里)
- 쌍북리(雙北里)
- 염창리(鹽倉里)
- 왕포리(旺浦里)
- 용정리(龍井里)
- 저석리(楮石里)
- 정동리(井洞里)
- 중정리(中井里)
- 현북리(縣北里)